# 松橋暁
松橋 暁（まつはし さとる、1961年12月6日 - ）は、秋田県鹿角市出身の元スキージャンプ選手。

## プロフィール
秋田尾去沢中学校 - 花輪高校 - 北海道拓殖銀行
1982年、1985年のノルディックスキー世界選手権と1984年サラエボオリンピックに日本代表として出場した。
松橋の出身地の鹿角市ではその功績を讃えて名前を冠した「松橋杯少年ジャンプ大会」（中学生対象）が開かれている。

## 主な成績
- 1982.02.11(木)　第60回全日本スキー選手権大会(90m級)　優勝
- 1982.02.21(日)　ノルディックスキー世界選手権（オスロ）70m級ジャンプ38位
- 1982.02.26(金)　ノルディックスキー世界選手権ジャンプ団体8位
- 1982.02.28(日)　ノルディックスキー世界選手権90m級ジャンプ41位
- 1984.01.14(土)　第12回札幌オリンピック記念国際スキージャンプ競技大会　優勝
- 1984.02.12(日)　サラエボオリンピック70m級ジャンプ　34位
- 1984.02.18(土)　サラエボオリンピック90m級ジャンプ　20位
- 1985.01.26(土)　ノルディックスキー世界選手権（オーストリア・ゼーフェルト）70m級ジャンプ54位